# うしろの百太郎
『うしろの百太郎』（うしろのひゃくたろう）は、つのだじろうによる日本の漫画、およびそれを原作としたアニメ・テレビドラマ。

## 概要
心霊現象をテーマにした恐怖漫画。主人公・後一太郎が、主護霊の「うしろの百太郎」に導かれながら、様々な心霊体験をする。1970年代のオカルトブームの火付け役の1つであり、つのだじろうの代表作。
『週刊少年マガジン』（講談社）において、1973年から1976年まで連載された。1975年からは『月刊少年マガジン』（講談社）にも並行して連載された。単行本は、少年マガジンコミックスで全8巻、講談社コミックスKCスペシャルで全6巻、講談社漫画文庫で全6巻が発売されている。
1991年にOVAが製作され、1997年にテレビ東京でテレビドラマ化された。
続編として『新うしろの百太郎』(1985年- 1990年)『うしろの百太郎 平成版』(2003年)がある。

## あらすじ
心霊科学を研究する父・後健太郎の下で、息子・後一太郎は様々な超常現象を体験していく。時には生命の危険に晒されることもあるが、一太郎の主護霊である百太郎によって難を逃れる。また、人間の顔を持ち、テレパシーで会話も出来る霊能犬・ゼロの協力によって様々な超常現象を解明していく。

## 用語
原作漫画内において、「霊界」「霊の分類」「前世」「心霊写真」「霊能者」などといった概念が紹介され、詳しく解説されているが、これらは日本の心霊研究の祖浅野和三郎の流れを引く日本心霊科学協会などの情報を引用している。ただし一部に、つのだじろうによる独自の設定・解説もある。
霊界
人間の霊魂が死後に住む（べき）世界。いわゆる「成仏」した霊がいる世界。広義の「霊界」は、上は神々の住む「神界」から、下はいわゆる「地獄」「魔界」まで死後の世界全てを指すが、狭義の「霊界」とは、神界に行けるほど浄化されておらず、地獄に落ちるほど汚れてもいない「普通」の霊たちが生活する場所を指す。「新」で百太郎により、国によって霊的な管轄が異なることが語られている（物語上では、エジプトで危機に陥った一太郎は百太郎に助けを求めるが、いくら守護霊とはいえエジプトの霊界を無視して勝手に動けないことから、一太郎に助言を与えて、あくまで一太郎が自力で脱出するという方法を取った。）。
幽界
現世と霊界の間にあり、浮遊霊などがいる世界。
背後霊
人間の付き添っている（または付きまとっている）霊。守護霊、憑依霊（悪霊）など。
守護霊（しゅごれい）
人間を守ったり指導したりする背後霊。以下の4人がいる。
主護霊（しゅごれい）
霊格の高い高級霊で、一太郎に付いている守護霊たちの中で百太郎がこれに当たり、他の守護霊たちからも「百太郎様」と別格扱いで呼ばれている。守護だけでなく指導も行い、必要に応じて試練を与えることもある。また、人間を守る以外にも霊界で様々な役目があり、大変忙しい。数百年前に亡くなった先祖の霊がこの役目をになう。主護霊が強い者は、悪霊の影響を受けにくい。
指導霊
職業・技術・趣味嗜好などに影響を与える霊。付いている人間があまり怠けていると格下の指導霊に交代してしまう。
支配霊
友人・恋愛・結婚・進路などに影響を与える霊。
補助霊
以上の守護霊たちを補佐する霊。
浮遊霊
交通事故などで突然死し、自分の死を自覚しないまま彷徨している霊。
地縛霊（じばくれい）
自殺などで死に、その現場（家、建物、土地など）に留まっている霊。そこを訪れる人間に、自分と同じ方法で自殺させることがあり、そういう場所は「自殺の名所」と呼ばれる。なお、つのだによると、読みが同じ自縛霊は、人間でいうと自閉症のような状態にある霊だという。

## 主な登場人物
声優はOVA版
後 一太郎（うしろ いちたろう）
声 - 松本保典
本作品の主人公。心霊科学を研究する父と共に、「こっくりさん」や「超能力」やその他様々な心霊現象を体験し、その真相に迫っていく。超能力トレーニングをきっかけに才能が開花。霊視・霊聴などの感応力ではかなりのレベルに達している反面、除霊能力に乏しく、危険な心霊実験や現場検証では生命の危機に晒されることも多い。その度に父である健太郎や霊能犬ゼロ、そして主護霊である百太郎に生命を救われている。
あまりに陰惨な事件が続いたため、シリーズ後半では積極的な心霊調査には関わらないと決心するものの、ゼロの指摘通り、一度足を踏み込んだ世界からは逃れられなかった。
「新」後期の書き下ろし版になると、時代を反映してファミコンに夢中になったりパソコンを買うために貯金などもしている。
さらに時代が下った「平成版」になると相談にきた少女の携帯電話番号やメールアドレスを尋ねたりもしている。
百太郎（ひゃくたろう）
声 - 中原茂
一太郎の守護霊。正式には「後百太郎命（うしろひゃくたろうのみこと）」。守護霊は一太郎に複数の霊たちが付いているが、その中でも特に格上の主護霊と呼ばれる存在。長い赤毛（OVA版では白髪）の少年の姿で現れる。室町時代に十五歳で没した位の高い武士の子供の霊で、後一族の先祖に当たるとされる。絶大な霊力を持ち、一太郎に害する悪霊を退ける。また、成長を促すため、あえて試練を与えることもあった。人間の運命を軽々しく変えることはできないとして、一太郎以外の人間を霊障から救うことはできない（能力的にできないのではなく、自分があくまで一太郎の守護霊だからという理由でもある）。しかし「平成版」のラストでは、自分のせいで被害に遭った少女を救ってくれるよう願う一太郎のために「上の神々に相談だけはしてみる」と言い残し、最終的に少女を救ってやったことが示唆されている。浮遊霊の集団を一瞬で吹き飛ばすなど、強力な善霊ではあるが能力には限りがあり、団体の悪霊相手には慎重な態度を取るなど、自重を促す場面も多い。一太郎を守るためには出来る限りの手段を講じており、霊的な管轄が違うため本来は手出しが出来ないエジプトでは、一太郎が自力で脱出したという形にするためアドバイスを送った。
霊能犬ゼロ
一太郎が拾ってきた犬。しかし、時折人間のような顔を見せ、テレパシーで会話することもできる。霊能力のない人間にはただの鳴き声や唸り声にしか聞こえず、一太郎のみ会話をすることが出来る。テレポーテーションの能力も持ち、旅先で危機に陥った一太郎の元に現れたり、野犬として捕獲されたが、能力を使い収容施設から逃げ出したこともある。ゼロという名は数字の1の前の数字であり、零＝霊にも通じるということで一太郎が命名した。人間であった前世の記憶（元禄のころ、犬を殺してしまい生類憐れみの令の咎で死罪になった、そのため、犬として転生したと自嘲している）を持つ。一太郎にとって、百太郎以上に直接的なアドバイザーで頼れる相棒なのだが、傍若無人な性格がたまに瑕。また、かなり頭が良く、数学のテスト中に一太郎にアドバイスを送り、100点を取らせたこともある。「平成版」では数々の雌犬と付き合っているようで、モテない一太郎には「このスケベ犬！」と毒づかれているが、本人（？）は「お前と違ってオレはイケメンだからモテるんだよ」と笑い飛ばしていた。
後 健太郎（うしろ けんたろう）
声 - 沢木郁也
一太郎の父。大学の講師として働く傍ら、自宅で「後心霊科学研究所」を営んでいる。知識は豊富だが霊能力は微弱で、ゼロとの会話もおぼつかない。事件の調査には一太郎のサポートや、船越のバックアップが必須である。「新・うしろの百太郎」では身体を壊して心霊研究所は閉鎖している。
船越（ふなこし）
声 - 柴田秀勝
霊能者の一人。一太郎の担任教師の新妻薫に取り憑いたネズミの怨霊を後親子と共に退治しようとした。その後何度か事件に巻き込まれ、最後は命を落としてしまう。その後、少女に転生して一太郎の前に現れる。

## 神霊教による抗議
「少年マガジン」1975年7月27日号において、神霊教の機関紙「神霊時報」の記事を一部加工した内容の掲載があった。この回では、「神霊時報」の記事をベースにして「インチキ心霊術の除霊の正体をみた」などの見出しをつけていた。これに対し、神霊教から強く抗議が行われた。その結果、講談社は「少年マガジン」1975年8月17日号に神霊教に対するお詫びを掲載した。加えて、8月14日付の「朝日新聞」「毎日新聞」「読売新聞」に謝罪広告の掲載を行った。

## 書誌情報
- つのだじろう『うしろの百太郎』講談社〈マガジンKC〉、全8巻
  1. 1974年6月20日発刊、ISBN 978-4-06-109253-2
  2. 1974年6月20日発刊、ISBN 978-4-06-109254-9
  3. 1974年10月20日発刊、ISBN 978-4-06-109271-6
  4. 1974年12月10日発刊、ISBN 978-4-06-109283-9
  5. 1975年2月20日発刊、ISBN 978-4-06-109289-1
  6. 1975年6月10日発刊、ISBN 978-4-06-109303-4
  7. 1975年11月30日発刊、ISBN 978-4-06-109336-2
  8. 1976年1月25日発刊、ISBN 978-4-06-109347-8
- つのだじろう『うしろの百太郎』講談社〈KCスペシャル〉B6判、全6巻
  1. 1983年6月10日発刊、ISBN 978-4-06-101031-4
  2. 1983年6月10日発刊、ISBN 978-4-06-101032-1
  3. 1983年7月10日発刊、ISBN 978-4-06-101033-8
  4. 1983年7月10日発刊、ISBN 978-4-06-101034-5
  5. 1983年8月10日発刊、ISBN 978-4-06-101035-2
  6. 1983年8月10日発刊、ISBN 978-4-06-101036-9
- つのだじろう『うしろの百太郎』講談社〈漫画文庫〉A6文庫判、全6巻、解説付き
  1. 1996年6月11日発売[6]、ISBN 978-4-06-260239-6、解説：さいとうたかを
  2. 1996年6月11発売[7]、ISBN 978-4-06-260240-2、解説：手塚るみ子
  3. 1996年6月11日発売[8]、ISBN 978-4-06-260241-9、解説：林家木久蔵
  4. 1996年7月12日発売[9]、ISBN 978-4-06-260249-5、解説：高見恭子
  5. 1996年7月12日発売[10]、ISBN 978-4-06-260250-1、解説：つのだ☆ひろ
  6. 1996年7月12日発売[11]、ISBN 978-4-06-260251-8、解説：夏目房之介
- つのだじろう『うしろの百太郎』講談社〈REKC〉（新装版）新書判、全8巻、電子書籍版あり。
  1. 2001年12月10日発売[12]、ISBN 978-4-06-351039-3
  2. 2001年12月17日発売[13]、ISBN 978-4-06-351040-9
  3. 2002年 1月15日発売[14]、ISBN 978-4-06-351041-6
  4. 2002年 1月15日発売[15]、ISBN 978-4-06-351042-3
  5. 2002年 2月13日発売[16]、ISBN 978-4-06-351043-0
  6. 2002年 2月13日発売[17]、ISBN 978-4-06-351044-7
  7. 2002年 3月13日発売[18]、ISBN 978-4-06-351045-4
  8. 2002年 3月13日発売[19]、ISBN 978-4-06-351046-1
- つのだじろう『うしろの百太郎』講談社〈KCデラックス〉週刊少年マガジン創刊50周年記念、B6判、全1巻

876ページの特別編集版、思い出深いシーン、感動の場面を凝縮した、著者合意の上で再編成したもの。
1. 2008年05月16日発売、ISBN 978-4-06-375495-7

- つのだじろう『恐怖新聞・うしろの百太郎 ～つのだじろう怪奇特選～』ぶんか社、2017/07/20、ISBN 978-4-8211-3511-0

## 続編漫画・関連書籍
- 『新うしろの百太郎』（書き下ろし）

「うしろの百太郎」の続編として1985年にスタート。基本的な設定はあまり変わりないが、ストーリーの主軸が前作は幽霊、心霊中心だったのが、今作は超能力や輪廻転生の神秘などが加わっている。そのぶん恐怖感は薄れたが、前作の「怖い」画風はほぼそのままで、心霊現象や怪奇事件を追うなかで、神仏や宗教との関わりを調べていく。長年、心霊科学の取材・研究をつづけてきた著者が「霊魂の世界」を新構想で描く。
- つのだじろう『新うしろの百太郎』講談社〈KCスペシャル〉B6判、全6巻
  1. 1985年5月4日発刊、ISBN 978-4-06-101139-7
  2. 1987年6月6日発刊、ISBN 978-4-06-101326-1
  3. 1987年12月5日発刊、ISBN 978-4-06-101364-3
  4. 1988年7月6日発刊、ISBN 978-4-06-101365-0
  5. 1988年12月6日発刊、ISBN 978-4-06-101419-0
  6. 1990年6月6日発刊、ISBN 978-4-06-101420-6
- つのだじろう『新うしろの百太郎』中央公論社〈Chuko★comics〉中公愛蔵版、全2巻
  1. 1996年1月15日発刊、ISBN 978-4-12-002524-2
  2. 1996年2月15日発刊、ISBN 978-4-12-002525-9

- 『うしろの百太郎 平成版』

『衝撃の心霊写真』『龍頭屋敷の怨霊』の2話を収録。
- つのだじろう『うしろの百太郎 平成版』講談社〈KCデラックス〉B6判、全1巻
  1. 2003年11月17日[22]、ISBN 978-4-06-334797-5

- 書籍『うしろの百太郎 サイ・レポート』
- つのだじろう『うしろの百太郎 サイ・レポート』講談社、1986年5月27日[23]、ISBN 978-4-06-202826-4

霊魂を味方にするための心霊研究レポ－ト。漫画家で心霊研究家でもある筆者が、心霊関連の情報を、写真とイラストを使いわかりやすく解説した書籍。巻末には「うしろの百太郎」の書き下ろし漫画が付く。

## OVA
『心霊恐怖レポート うしろの百太郎』のタイトルで1991年製作。全2巻。2004年にビデオ全2巻を1巻にまとめたDVDが発売された。映像特典として、「つのだじろうの心霊解説講座」が収録されている。

### タイトル
1. こっくり殺人事件
2. 幽体離脱

### 主要キャラ以外のキャスト
- 小早川先生 - 梅津秀行
- 一太郎の母 - 川島千代子
- 山本佳子 - 久川綾
- ナレーション - 島香裕

### スタッフ
- 監督 - 原征太郎
- 脚本 - 静谷伊佐夫（第1巻）、桜井正明（第2巻）
- 絵コンテ・演出 - 箕ノ口克己
- キャラクターデザイン - 上村栄司
- 作画監督 - 菊池城二
- 美術監督 - 西倉力
- 音響監督 - 松浦典良
- 音楽 - つのだ☆ひろ
- アニメーション製作 - ぴえろ

## テレビドラマ
1997年10月6日から1998年3月24日まで、毎週月曜日24：45 - 25：15にかけてテレビ東京系列にて放映された。全24話。第25話、第26話はビデオ用に製作され、テレビコードに触れて表現できなかった殺人シーンがあえて入れられた。主役は、当時、ジャニーズJr.で人気の古屋暢一が起用され、視聴率は深夜にもかかわらず4%という高視聴率を記録した。M3エンタテインメントから全13巻でビデオ化もされているが、DVDは発売されていない。

### キャスト
- 古屋暢一（後一太郎・百太郎、二役）
- 深水三章（後健太郎）
- 中原翔子
- 朝香じゅん
- 酒井彩名（ハルカ）
- 角田早穂
- 山田吾一
- 荒木しげる
- 児島美ゆき
- 古川九一
- 菅原晶子
- つのだじろう（ハルカの父）
- 桜金造
- 工藤啓子
- 折口明
- 川口千枝
- 吉岡毅志

### スタッフ（テレビドラマ）
- 製作 - 相原英雄、菅原章
- 監督 - 中田新一郎、門名克雄、村田忍
- 原作 - つのだじろう
- 脚本 - 占部銀四郎、井上誠吾、前川洋一、天野亘
- 撮影 - 津田豊滋
- 音楽 - 織田哲嘉
- 制作 - プラネットエンターテイメント
- エンディングテーマ
  - Platinum Peppers Family「ミセス・シャローン」（WARNER MUSIC JAPAN）
  - Plastic Tree「本当の嘘」（WARNER MUSIC JAPAN）
- 製作 - 丸紅、電通、プラネットエンターテイメント

### 全話タイトル
1. 「マンション怪異事件」（1997年10月6日放送）
2. 「すすり泣く少女の霊」（10月13日放送）
3. 「呪われたトンネル」（10月20日放送）
4. 「霊が漂う海」（10月27日放送）
5. 「恐怖の心霊写真」（11月3日放送）
6. 「禁断のコックリさん」（11月10日放送）
7. 「湖畔キャンプの怪」（11月17日放送）
8. 「怨霊の邸宅」（11月24日放送）
9. 「守護霊との交霊」（12月1日放送）
10. 「携帯電話の憑依霊」（12月8日放送）
11. 「病院の幽霊」（12月15日放送）
12. 「危険な霊波動」（12月22日放送）
13. 「死のナビゲーション」（1998年1月5日放送）
14. 「善と悪の百太郎」（1月12日放送）
15. 「生霊」（1月19日放送）
16. 「亡霊レストラン（前編）」（1月26日放送）
17. 「亡霊レストラン（後編）」（2月2日放送）
18. 「動物霊の報復」（2月9日放送）
19. 「オフィスラブの怨霊」（2月16日放送）
20. 「超能力少女」（2月23日放送）
21. 「生霊が呼んでいる」（3月2日放送）
22. 「さまよう人形の霊」（3月9日放送）
23. 「恐怖の健太郎」（3月16日放送）
24. 「哀しみの石段」（3月23日放送）
25. 「亡霊ランナー」
26. 「通り魔殺人の呪い」